# Amestris
Amestris, död 424 f.Kr., var en iransk drottning, gift med Xerxes I och mor till Artaxerxes I.

## Biografi
Amestris var dotter till adelsmannen Otanes och brorsdotter till en av Dareios I:s hustrur, och gifte sig med Xerxes I vid hans trontillträde år 486 f.Kr.
Amestris har fått ett grymt eftermäle. Herodotus påstod att hon utförde människooffer för att förlänga sitt eget liv. Hon är också känd för den roll hon spelade i en kunglig otrohetsaffären år 478 f.Kr. Detta år gifte sig hennes son kronprins Darius med sin kusin Artaynte, prins Masistes dotter. Xerxes förförde dock sin svärdotter (som också var hans brorsdotter). När Amestris fick reda på detta lade hon skulden på Artayntes mor och mördade henne. Hennes svåger Masistes försökte då starta ett uppror i Baktrien, men dödades av Xerxes.

## Barn
1. Darius
2. Hystaspes
3. Artaxerxes I
4. Amytis
5. Rhodogyne